# San Romano in Garfagnana

San Romano in Garfagnana est une commune italienne de la province de Lucques, dans la région Toscane. 
Elle fait partie du parc national de l'Apennin tosco-émilien.

## Histoire
Sur le territoire communal se trouvaient des colonies ligures et romaines. 
Au Moyen Âge, elle était gouvernée au nord par la famille Gherardinghi (it) qui possédait le château de Verrucole et au sud par les comtes de Bacciano, propriétaires d'un château aujourd'hui détruit. Le territoire fut gouverné par la famille Este depuis le XVIe siècle jusqu'à l'unification de l'Italie.
- Forteresse de Verrucole

### Visite de la forteresse
La Forteresse de Verrucole est l'un des monuments les plus représentatifs de la Garfagnana et du système de fortifications militaires présent dans la région.
A l'intérieur se trouve l'Archéopark Fortezza di Verrulole, un parc à thème vivant sur la vie à l'intérieur de la forteresse .

## Galerie

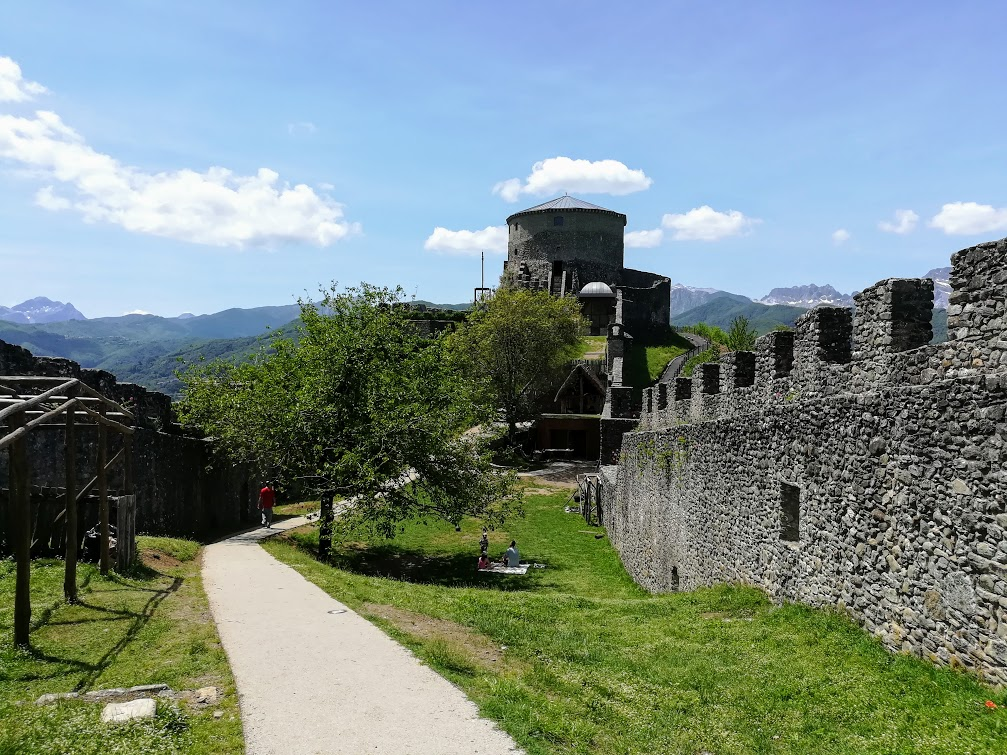
La forteresse
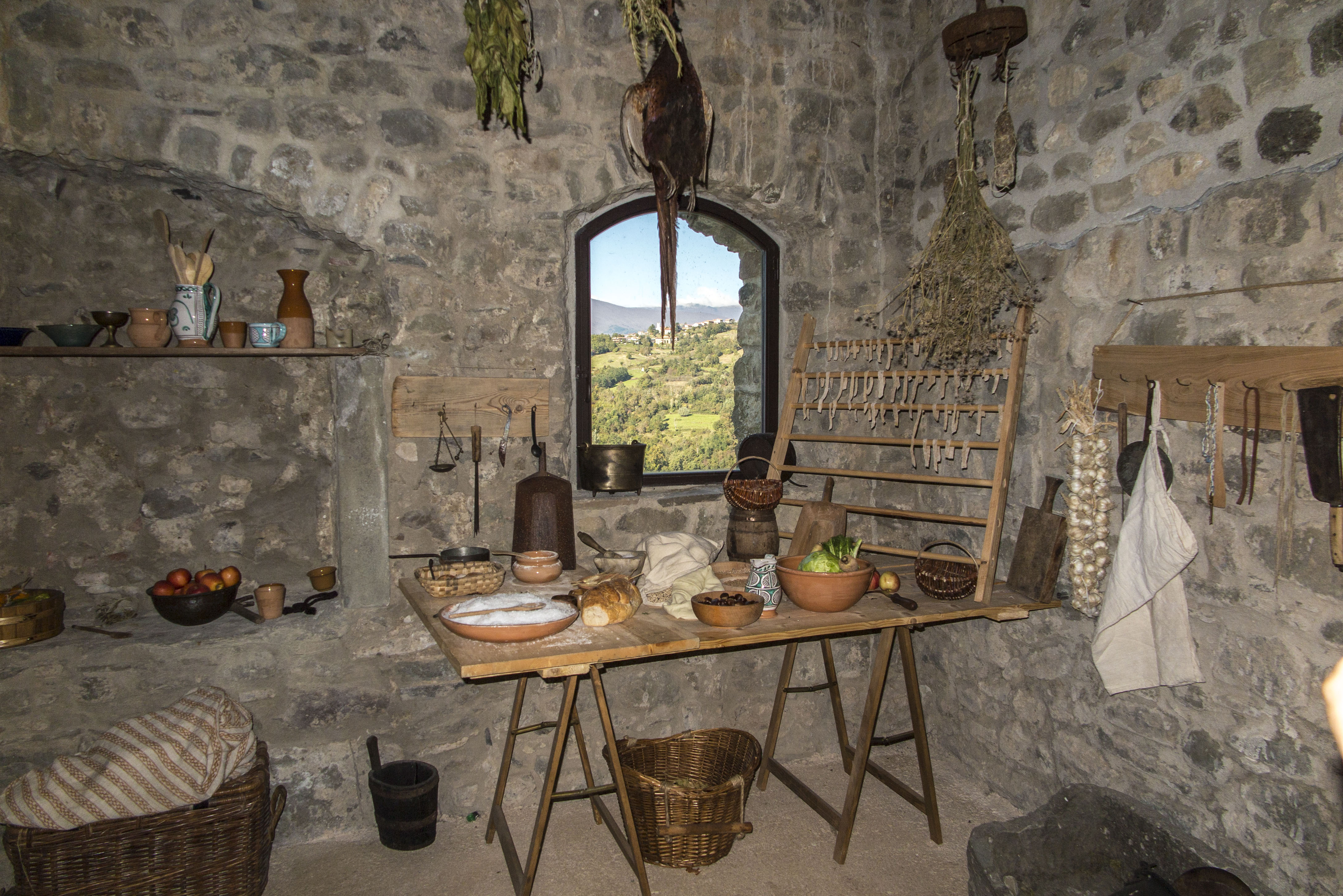
L'archéopark

## Administration
| Période                                  | Période | Identité | Étiquette | Qualité |
| ---------------------------------------- | ------- | -------- | --------- | ------- |
|                                          |         |          |           |         |
| Les données manquantes sont à compléter. |         |          |           |         |

### Hameaux
Sillicagnana, La Villetta

### Communes limitrophes
Camporgiano, Piazza al Serchio, Pieve Fosciana, Sillano, Villa Collemandina